# Gueorgui Chenguelaïa
Gueorgui Chenguelaïa, (en géorgien : გიორგი შენგელაია, en russe : Гeоргий Николаевич Шенгелая), né le 11 mai 1937 à Moscou (URSS) et mort le 17 février 2020, est un acteur, scénariste, réalisateur soviétique puis géorgien.

## Biographie
Fils du cinéaste géorgien Nikolaï Chenguelaïa et de l'actrice géorgienne Nato Vatchnadze, frère cadet du réalisateur Eldar Chenguelaia, il débute au cinéma comme acteur dans des films de Revaz Tchkheidze et Mikhaïl Tchiaoureli, dont il épousera la fille, la comédienne Sofiko Tchiaoureli, connue pour ses différents rôles dans Sayat Nova de Sergueï Paradjanov. Après avoir suivi les cours d'Aleksandr Dovjenko et de Mikhaïl Romm au VGIK de Moscou, il en sort diplômé en 1962.
Son film de fin d'études Alaverdoba (La Fête du monastère d'Alaverdi), moyen métrage datant de 1962, surprend déjà (« Ce film par son aspect sans prétention a agi dans le cinéma géorgien comme une gorgée d'eau pure », dira L. Rondeli, historien du cinéma géorgien) , anticipant le futur Pirosmani (réalisé en 1969), fulgurant poème pictural en hommage à l'artiste géorgien Niko Pirosmanichvili. Cette œuvre sera récompensée au Festival de Chicago de 1970 et recevra un prix de l'Institut britannique d'art cinématographique.

## Récompenses
- Artiste du peuple de Géorgie 1985
- Meilleure réalisation au Festival de Berlin 1986 pour L'Odyssée d'un jeune compositeur
- Grand Prix du Festival de Chicago 1970 pour Pirosmani
- Prix au Festival International de Bergame (Italie) 1967 et Gazelle d'or au Festival des pays méditerranéens de Tanger 1968 pour Il ne voulait pas tuer

## Filmographie
- 1962 : Alaverdoba (ru) (Алавердоба), distribué en 1966
- 1964 : La Récompense (Награда), épisode du film Les Légendes du passé (coréalisateurs : Eldar Chenguelaïa et Merab Kokotchachvili)
- 1967 : Il ne voulait pas tuer (ru) (Он убивать не хотел)
- 1969 : Pirosmani (Пиросмани)
- 1973 : Mélodies du quartier de Véra (ru) (Мелодии верийского квартала)
- 1977 : Viens dans la vallée du raisin (ru) ou L'Eau vive ou Notre eau quotidienne (Приди в долину винограда)
- 1980 : La Jeune Fille à la machine à coudre (ru) (ДеБушка со швейной малинкой) (en collaboration avec Mikhaïl Tchiaoureli)
- 1985 : Le Voyage d'un jeune compositeur (Путешествие молодого композитора)
- 1987 : Khareba et Gogui (ru) (ХареБа и Гоги)
- 1996 : La Mort d'Orphée (ru) (Сметь Орфея)
- 1997 : Passions dans l'atelier "Chakh" (Страсти в ателье "Шах")
- 1999 : L'Amour dans une vigne (Любовь в Винограднике)
- 2001 : Georgische Trauben (ru) (სიყვარული ვენახში)
- 2005 : Midioda matarebeli (ka) (მიდიოდა მატარებელი)